# Rathaus Remscheid

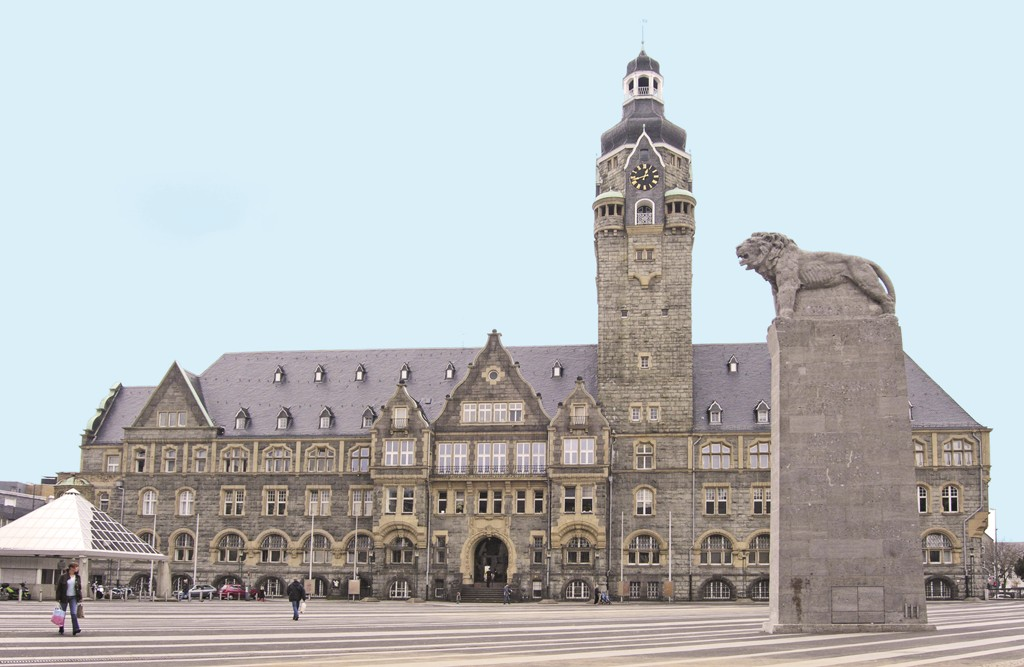
Rathaus Remscheid

Das Rathaus Remscheid ist das Rathaus der kreisfreien bergischen Großstadt Remscheid.
Es ist Amtssitz des Oberbürgermeisters, Tagungsort des Stadtrates und Sitz mehrerer Behörden der Stadtverwaltung.
Der dreiflügelige, dreieinhalbgeschossige Bau wurde im Stil der Neorenaissance errichtet. Die Fassade ist mit Grauwacke, Sandstein und Basalt bekleidet. Die Frontansicht beherrscht der wuchtige, 58 Meter hohe Rathausturm. Zusammen mit dem in unmittelbarer Nähe gelegenen Wasserturm Remscheid, dem „Waterbölles“, prägt er auch die Silhouette der Stadt.

## Lage

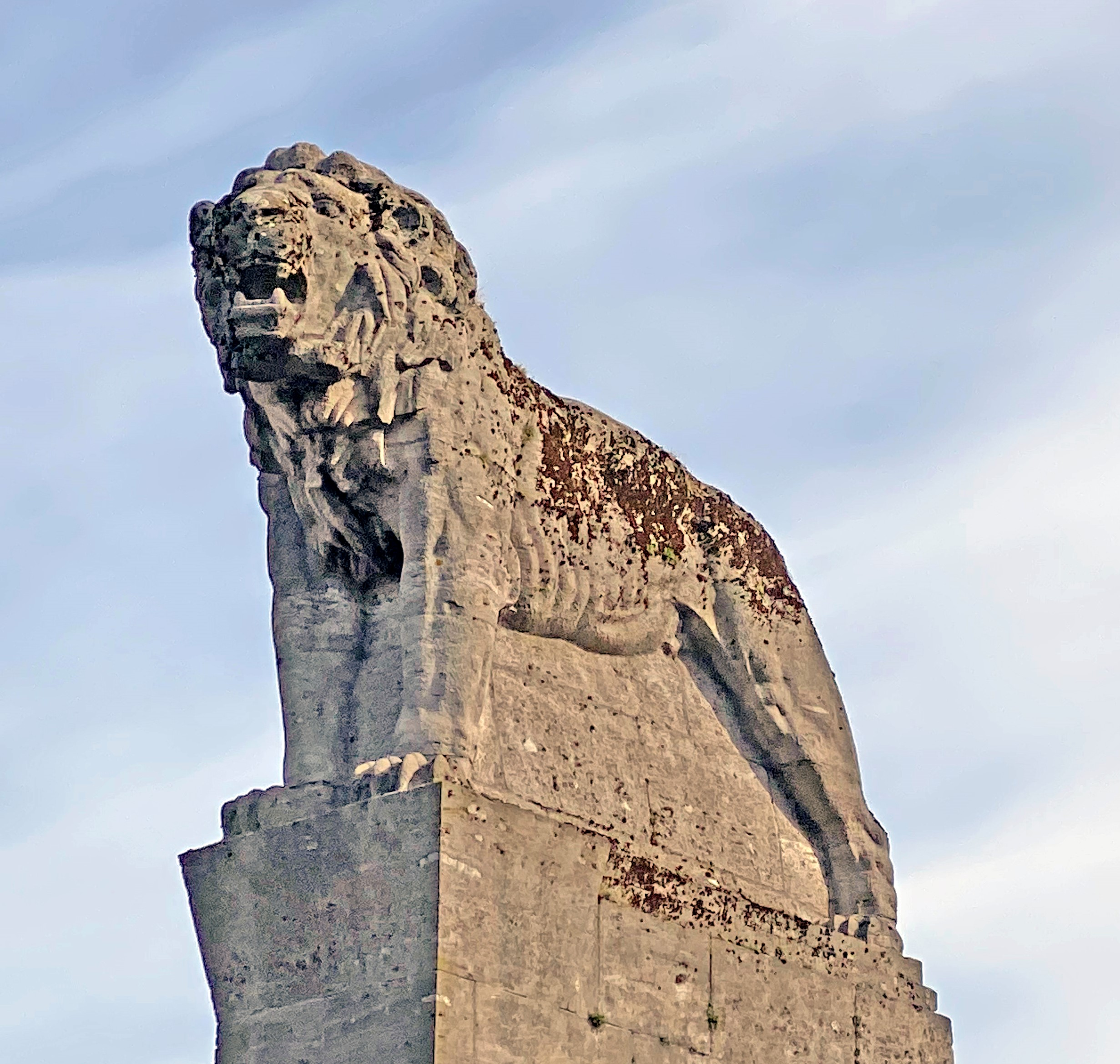
Löwendenkmal auf dem Rathausplatz

Das Rathaus liegt mit 365 m ü. NN auf einer der höchsten Stellen der Stadt Remscheid. Umgeben wird es von der  Rathaus-, der Hoch- und der Konrad-Adenauer-Straße.
Vor dem Rathaus liegt der Theodor-Heuss-Platz. Hier wurde 1939 das Denkmal des Bergischen Löwen von Willi Meller aufgestellt. Ursprünglich war es Adolf Hitler gewidmet.

## Vorgeschichte
Nach der Stadtgründung im Jahre 1808 hatten die Bürgermeister zunächst ihr Amt im eigenen Haus an der Schüttendelle (Johann Gottlieb Diederichs) beziehungsweise auf dem Hasten (Georg Heinrich Sonntag) ausgeübt. Erst dem dritten Bürgermeister Abraham Hering war es möglich, für diese Zwecke ein Gebäude am Markt in der Nähe der Stadtkirche anzumieten. Da die Aufbewahrung der Gemeindeakten, ein angemessener Versammlungsraum und die Unterbringung von Verwaltungs- und Polizeibüro in diesen Räumen nicht mehr möglich war und die Mittel der Gemeinde es erstmals erlaubten, beschloss der Gemeinderat im November 1835 die Errichtung eines eigenen Rathauses, das Ende April 1839 an der Elberfelder Straße, etwa an der Stelle des heutigen Emma-Herwegh-Gymnasiums (bis 2021: Ernst-Moritz-Arndt-Gymnasium), eingeweiht werden konnte. Schon im ersten Jahr mussten hier Räume für ein neu geschaffenes Fabrikengericht, etwa einem Gewerbegericht vergleichbar, geschaffen werden. 1844 kam auch noch das nach langem Drängen der Gemeinde zugebilligte und in kostenlos von der Gemeinde zur Verfügung zu stellenden Räumen unterzubringende Friedensgericht hinzu. Nachdem 1858 auch noch das Eichamt unterzubringen war, musste 1874 das Fachwerkhaus um einen Anbau für weitere drei Büros ergänzt werden, in dem auch eine Rathausuhr Platz fand.
Die beengten Verhältnisse führten bereits vier Jahre später in der Amtszeit von Ludwig von Bohlen zum Ankauf des Schützenfeldes vom Schützenverein. Auf diesem Platz, der später Kaiserplatz, dann auch Adolf-Hitler-Platz hieß und heute Theodor-Heuss-Platz heißt, veranstaltete der Schützenverein jedes Jahr die Kirmes, an seiner Westseite befand sich die Schützenhalle. Nach zähen Verhandlungen überließ der Verein der Stadt auch diese Halle und erhielt im Austausch dagegen das Gelände des heutigen Schützenplatzes, an dem die Stadt ihm eine neue Schützenhalle errichtete. Dafür konnte die Stadt die alte Schützenhalle niederlegen lassen und auf diesem Grundstück ein repräsentatives Rathaus errichten. Mit als treibende Kraft für den Neubau wird der seinerzeitige Bürgermeister Otto Nollau angesehen.

## Errichtung
Der Grundstein wurde am 18. Oktober 1902 gesetzt, dem Geburtstag des verstorbenen Kaisers Friedrich III. und Gedenktag der Völkerschlacht bei Leipzig. Gut drei Jahre später wurde es am 29. Mai 1906 unter großer Anteilnahme, darunter auch des Oberpräsidenten der Rheinprovinz und des Regierungspräsidenten aus Düsseldorf, feierlich eingeweiht. Das Gebäude wies eine Breite von 86 m auf, der Turm war 62 m hoch, innen und außen war es zeittypisch reich verziert (Fresken, Bilder, Buntglasfenster). Das bisherige Amtsgebäude an der Elberfelder Straße wurde 1911 zu Gunsten des Neubaus des Realgymnasiums, des heutigen Emma-Herwegh-Gymnasiums, abgebrochen. Am Anfang hatte auch die Stadtsparkasse Remscheid ihren Sitz in einem Flügel des neuen Rathauses, sie errichtete in den 1930er Jahren ein eigenes Gebäude auf der gegenüberliegenden Seite des Platzes.
Der – teilweise vereinfachte – Wiederaufbau des im Krieg stark zerstörten Gebäudes konnte mit Einweihung des Sitzungssaales und der Feuerwache im rückwärtigen und nördlichen Gebäudeteil ab 1954 erneut vollständig genutzt werden. Die Wiederherstellung des Turms war erst um 1961/62 Rat.

### Stadtbusse
Die Taktzeiten beziehen sich auf die Hauptverkehrszeiten von Montag bis Freitag.
| Linie | Linienverlauf | Takt   | Bussteig |
| ----- | --- | ------ | -------- |
| 654   | (SG-Burger Bahnhof –) Reinshagen – Güldenwerth Bf – Rathaus/Gründerquartier – Friedrich-Ebert-Platz – Remscheid Hbf – Neuenkamp/Stadtwerke – Bökerhöhe – Lennep Bf –Lennep Mitte – Lüttringhausen Mitte – Klausen – Lüttringhausen Bf (Schleife) | 30 min | A/C      |
| 657   | RS-Hasten Kirche – Stockden – Rathaus/Gründerquartier – Friedrich-Ebert-Platz – Remscheid Hbf – Blumental Schleife |        |          |
| 658   | (SG-Müngsten Brückenpark – Morsbach – Güldenwerth Bf – Stockden –) Stadtpark/Quimperplatz – Rathaus/Gründerquartier – Friedrich-Ebert-Platz – Remscheid Hbf – Rosenhügel – Zentralpunkt – Falkenberg | 60 min | A/D      |
| 660   | Rathaus/Gründerquartier – Friedrich-Ebert-Platz – Remscheid Hbf – Clarenbach – Goldenberg – Klausen – Lüttringhausen Mitte – Lüttringhausen Bf (Schleife) | 30 min | B        |
| 664   | Kremenholl/Paulstr – Alexanderwerk – Amtsgericht – Rathaus/Gründerquartier – Friedrich-Ebert-Platz – Remscheid Hbf – Fichtenhöhe – Hohenhagen – Ueberfeld – Bökerhöhe – Hasenberg – Lennep Mitte – Lennep Bf | 30 min | A/C      |
| 675   | Baisiepen/Tennisplatz – Erich-Thienes-Straße – Zentralpunkt – Remscheid Hbf – Friedrich-Ebert-Platz – Rathaus/Gründerquartier – Stadtpark/Quimperplatz – Königstraße Mitte – Richard-Lindenberg-Platz – Ibacher Mühle – Am Rather Berg – Sieper Höhe - Weiter nach Baisiepen ü. Heidhof. Rathaus/Gründerquartier,Stadtpark/Quimperplatz,Königstraße Mitte nur in Fahrtrichtung Richard-Lindenberg-Platz | 60 min | D        |
| NE13  | Remscheid Hbf – Friedrich-Ebert-Platz – Rathaus/Gründerquartier – Güldenwerth Bf – Reinshagen – Solingen-Burger Bahnhof – Ehringhausen – Mannesmann – Zentralpunkt – Hohenhagen – Fichtenhöhe – Remscheid Hbf – Friedrich-Ebert-Platz | 60 min | C        |
| NE17  | Sieper Höhe – Richard-Lindenberg-Platz – RS-Hasten-Kirche – Werk 2/Kultshock – Stocken – Königstraße Mitte – Richard-Lindenberg-Platz – Sieper Höhe – Fort Blücher – Hägener Straße – Steinberg – Kirchhofstraße – Remscheid Hbf – Papenberger Straße – Stachelhausen – Amtsgericht – Rathaus/Gründerquartier – Friedrich-Ebert-Platz                                                                   | 60 min | A        |
| NE18  | Remscheid Hbf – Friedrich-Ebert-Platz – Rathaus/Gründerquartier – Stadtpark – Stockden – Güldenwerth Bf – Reinshagen (– SG-Müngsten Brückenpark – Morsbach) – Vieringhausen – Stadtpark/Quimperplatz – Friedrich-Ebert-Platz – Remscheid Hbf | 60 min | D        |